# Острів Мен (аеропорт)
Аеропорт острову Мен (англ. Isle of Man Airport) (IATA: IOM, ICAO: EGNS) — головний цивільний аеропорт острову Мен. Аеропорт розташований в області Роналдсуей, біля міста Каслтаун, приблизно за 11 км від Дугласа, столиці острова. З аеропорту здійснюються рейси до Великої Британії, Ірландії та на Нормандські острови.

## Історія
Перше летовище на місці нинішнього аеропорту з'явився в 1929 році. 
В 1933 році компанія «Blackpool and West Coast Air Services» відкрила пасажирське сполучення між Ронельдсвеєм та Великою Британією.
З початком Другої світової війни аеродром став використовуватись британськими ВПС як навчальна військова авіабаза, проте аеродром продовжував обслуговувати і цивільні рейси. 
В 1943 авіабаза була передана адміралтейству для використання як бази морської авіації.
Флот провів реконструкцію авіабази, яка була перейменована на «HMS Urlay» (Urley у перекладі з менської мови означає «орел»). 
Реконструкція тривала цілий рік. 
В результаті з летовища з трав'яним покриттям Рональдсвей перетворився на сучасну авіабазу із чотирма злітними смугами. 
Під час війни тут базувалися чотири ескадрони торпедоносців Fairey Barracuda (ескадрони № 710, 713 та 747).
Військове використання аеропорту припинилося відразу після війни, хоча він залишався власністю флоту ще три роки. 
В 1948 році аеропорт був проданий уряду острова Мен.
Зараз про військове минуле аеропорту нагадують лише експозиції Менського військового та авіаційного музею, розташованого неподалік.
В 1998-2000 роках проводилася реконструкція аеропорту, в результаті якої було розширено будівлю аеровокзалу, а старі частини аеровокзалу були модернізовані. 
У березні 2006 року розпочався новий етап реконструкції, в ході якоїбули збудовані нові гейти.

## Авіалінії та напрямки, квітень 2022
| Авіакомпанія    | Пункт призначення                                                                       |
| --------------- | --------------------------------------------------------------------------------------- |
| Aer Lingus      | Дублін                                                                                  |
| British Airways | Сезонний чартер: Пальма-де-Мальорка (з 4 червня 2022)                                   |
| easyJet         | Белфаст-Міжнародний, Бристоль, Ліверпуль, Лондон–Гатвік, Манчестер                      |
| Loganair        | Бірмінгем, Единбург, Ліверпуль, Лондон-Сіті, Лондон–Хітроу (з 3 травня 2022), Манчестер |

## Пасажирообіг
Див. джерело запитів Вікіданих та джерела.

## Транспортна інфраструктура
Автобусні маршрути № 1 і № 2 сполучають аеропорт з містами Дуглас, Каслтаун, Порт-Ірін та іншими населеними пунктами острова. 
Автобуси курсують раз на годину, у години пік – раз на півгодини. 
Поруч розташована станція Роналдсуей-Галт парової залізниці острова Мен.